# Jasper Cillessen
Jasper Cillessen (Nimega, 22 d'abril de 1989) és un jugador professional de futbol neerlandès, que actualment juga com a porter a la UD Las Palmas. També és internacional amb la selecció neerlandesa, selecció de la qual fou el porter titular al Mundial 2014.

## Carrera de club

### NEC
Cillessen va néixer a Nimega i es va criar a la veïna Groesbeek. Va començar a jugar al planter del club local De Treffers, on va ser descobert pels entrenadors del planter del NEC/FC Oss el 2001. El 2008 va signar el seu primer contracte professional amb el NEC, i va començar a jugar amb l'equip B. El 2010, Cillessen va signar un nou contracte amb el NEC fins al juny de 2012.
Després d'una lesió del porter titular Gábor Babos, Cillessen va debutar com a sènior el 28 d'agost de 2010 en un empat 2–2 a casa contra el SC Heerenveen i fou votat com a millor jugador del partit. Quan Babos es va recuperar de la lesió, Cillessen va aconseguir mantenir la seva posició al primer equip i va signar una extensió de contracte per dos anys més, que el lligava al NEC fins al 2014. Al final de la temporada 2010–11 de l'Eredivisie, Cillessen va obtenir el premi de millor jugador de l'any.

### Ajax

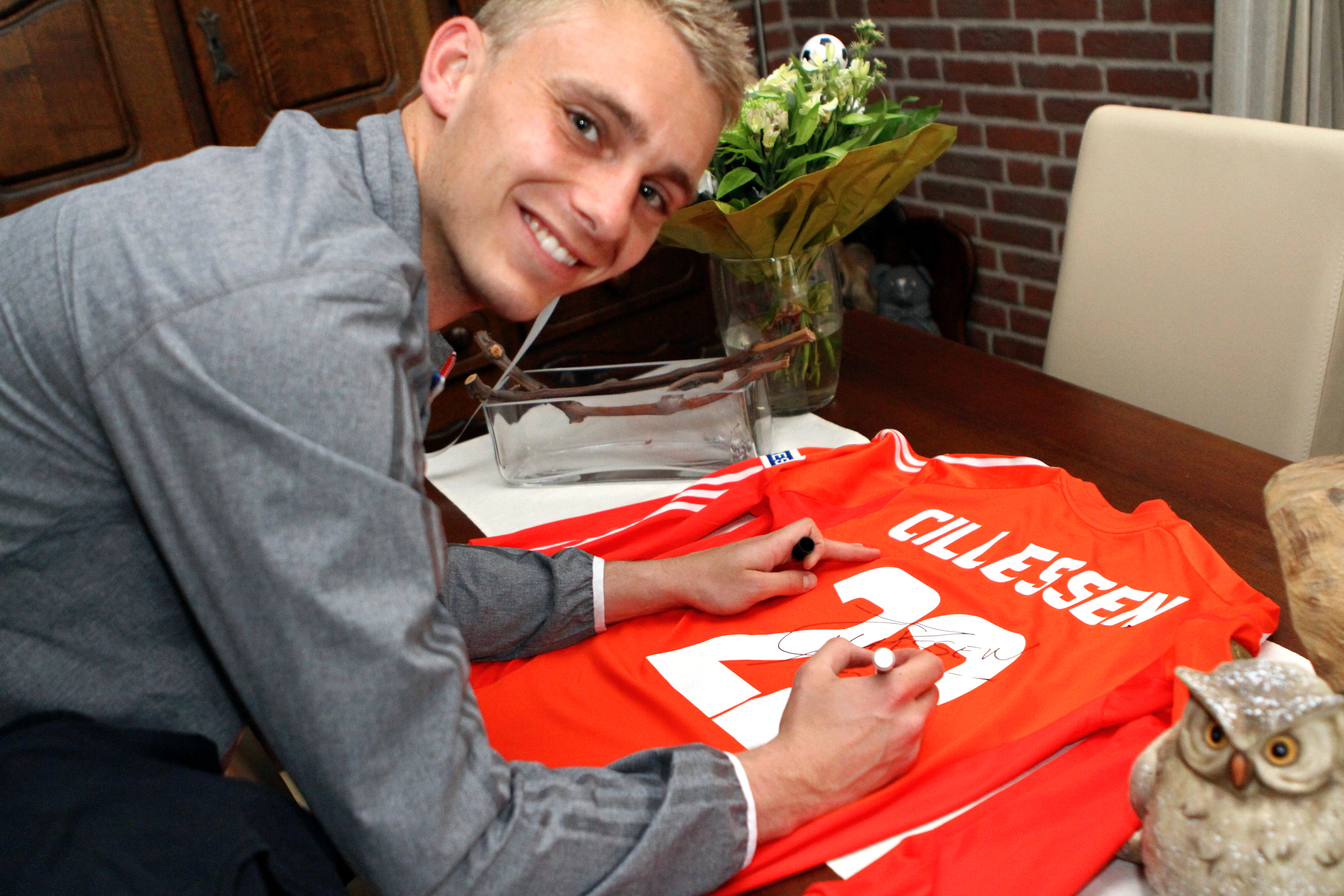
Cillessen amb l'Ajax el 2013.

El 27 d'agost de 2011 es va anunciar l'acord entre l'AFC Ajax i el NEC per traspassar Cillessen al club d'Amsterdam per uns 3 milions d'euros. Va signar un contracte per cinc anys, que el lligava a l'Ajax fins al 2016.
Cillessen va debutar amb l'Ajax el 21 de setembre de 2011, en un partit de 2a ronda de la KNVB Cup fora de casa contra el VV Noordwijk. Va jugar el partit sencer, i va rebre un gol de Sijbren Bartlema al minut 66, en una victòria per 3–1. Va debutar amb l'Ajax en lliga la temporada 2011–12, el 23 d'octubre de 2011 contra el Feyenoord, entrant al minut 66 com a suplent, en substitució del lateral dret Gregory van der Wiel, després que el porter titular Kenneth Vermeer hagués estat expulsat. Amb l'Ajax amb 10 homes, Cillessen va ajudar l'equip a mantenir l'empat 1–1 després que Jan Vertonghen empatés el partit minuts després de l'expulsió de Vermeer.
L'eclosió de Cillessen al primer equip va començar la pretemporada 2013. L'entrenador Frank de Boer va decidir que els seus dos porters tindrien oportunitats per guanyar-se la titularitat, i aviat en la temporada Cillessen va tenir la seva primera ratxa de partits seguits amb l'Ajax a l'Eredivisie.

### FC Barcelona
El 25 d'agost de 2016, Cillessen va signar un contracte per cinc anys amb el FC Barcelona per un traspàs de 13 milions d'euros fixos més dos de variables, i amb una clàusula de rescissió de 60 milions d'euros. Arribava al club per substituir Claudio Bravo, acabat de traspassar al Manchester City FC.

### València CF
El 25 de juny de 2019, Cillessen va signar un contracte de quatre anys amb el València CF, per una tarifa de 35 milions d'euros, convertint-lo en la segona transferència més cara de la història del club. Va debutar el 17 d'agost de 2019, començant en un empat 1-1 a casa contra la Reial Societat a La Lliga.

### Retorn a l'NEC
Cillessen va tornar al seu antic club NEC a l'agost de 2022, havent acordat un contracte de tres anys. La tarifa de transferència pagada al València es va informar com diversos centenars de milers d'euros.

### Las Palmas
El 19 de juny de 2024, Cillessen va tornar a Espanya i a la seva primera divisió després de signar un contracte de dos anys amb UD Las Palmas.

## Carrera internacional
El 13 de maig de 2014 va ser inclòs per l'entrenador de la selecció dels Països Baixos, Louis Van Gaal, a la llista preliminar de 30 jugadors per representar aquest país a la Copa del Món de Futbol de 2014 al Brasil. Finalment va ser confirmat en la nòmina definitiva de 23 jugadors el 31 de maig. Al mundial, fou titular en tots els partits de la selecció neerlandesa, que finalment acabà en tercera posició.

## Palmarès
Amb l'Ajax
- Lliga neerlandesa (3): 2011-12, 2012-13, 2013-14.
- Supercopa neerlandesa (1): 2013.

Amb el FC Barcelona
- Lliga espanyola (2): 2017-18[23] i 2018-19.
- Copa del Rei (2): 2016-17[24] i 2017-18.[25]
- Supercopa d'Espanya (1): 2018.[26]